# Округ Болдер (Колорадо)
Болдер (енгл. Boulder County) је округ у америчкој савезној држави Колорадо. По попису из 2010. године број становника је 294.567. Седиште округа је град Болдер.

## Демографија
Према попису становништва из 2010. у округу је живело 294.567 становника, што је 3.279 (1,1%) становника више него 2000. године.
| Група             | 2000.           | 2010.           |
| Белци             | 243.512 (83,6%) | 233.741 (79,4%) |
| Афроамериканци    | 2.559 (0,9%)    | 2.532 (0,9%)    |
| Азијати           | 8.915 (3,1%)    | 12.133 (4,1%)   |
| Хиспаноамериканци | 30.456 (10,5%)  | 39.276 (13,3%)  |
| Укупно            | 291.288         | 294.567         |